# 雄核发育
雄核发育（androgenesis）又稱生殖寄生（sexual parasitism），是一种发育方式，在这种发育方式中，与精子结合的卵子失去遗传活性，胚胎的发育仅受父本遗传控制。目前还未有自然雄核发育的报道，在鱼类的杂交中可以自发产生极少数的雄核发育个体。雄核发育可以通过人工诱导实现，方法通常使用紫外线、X射线、伽马射线等物理方法处理的卵子，使其失活后参与受精，再在适当时间通过冷、热、高压等处理使精核的染色体加倍，进而发育成为完全是父本性状的二倍体。与人工诱导的雌核发育相比，人工诱导的雄核发育个体生存率更低，相关研究也不甚成熟。